# Return to the Fire
Return to the Fire è il terzo album degli Abney Park, pubblicato nel 1999.

## Tracce
1. Rebirth
2. The Wake
3. The Only One
4. Vengeance
5. Black Day
6. No Life
7. Abney Park